# Copa Presidente de Maldivas
La Copa Presidente de Maldivas es un torneo de fútbol anual que se realiza a nivel de clubes en Maldivas y que su primera edición se realizó en 1946.

## Historia
El torneo fue creado en 1946 bajo el nombre Campeonato Nacional de Maldivas y fue el primer torneo de fútbol a nivel de clubes que se realizó en el país, en donde su primera edición los equipos finalistas Customs y Naadhee Ahthamadhun compartieron el título.
Desde la implementación del nuevo formato en la edición del 2005, solamente los 4 mejores equipos de la Dhivehi League participan en el torneo.

## Ediciones Anteriores

### Campeonato Nacional
- 1946: Customs and Naadhee Ahthamadhun (compartido)
- de 1947 a 1969: Desconocido
- 1970: DNC y Zamaanee Club (Male) (compartido)
- 1971: Desconocido
- 1972: Victory Sports Club y DNC (compartido)
- 1973: Desconocido
- 1974: ASA Nooraaneemaage
- 1975: Desconocido
- 1976: Victory Sports Club
- 1977: Victory Sports Club
- 1978: Victory Sports Club
- 1979: Desconocido
- 1980: Victory Sports Club
- 1981: Victory Sports Club
- 1982: New Radiant SC
- 1983: Victory Sports Club ganó a Club Valencia
- 1984: Victory Sports Club ganó a New Radiant SC
- 1985: Victory Sports Club ganó a New Radiant SC en penales
- 1986: Victory Sports Club ganó a New Radiant SC
- 1987: New Radiant SC ganó a Club Valencia en penales
- 1988: Victory Sports Club 2-1 Club Lagoons
- 1989: Club Lagoons 4-3 Victory Sports Club[2]
- 1990: New Radiant SC 4-0 Club Valencia
- 1991: New Radiant SC 2-0 Victory Sports Club[3]
- 1992: Victory Sports Club 1-0 New Radiant SC[2]
- 1993: Club Valencia 7-0 New Radiant SC
- 1994: Club Valencia 2-1 New Radiant SC
- 1995: New Radiant SC 2-1 Club Valencia
- 1996: Victory Sports Club 2-0 Club Valencia
- 1997: New Radiant SC 2-1 Hurriyya SC
- 1998: Club Valencia 2-0 Victory Sports Club[3]
- 1999: Club Valencia 2-1 Hurriyya SC
- 2000: Victory Sports Club 1-0 New Radiant SC
- 2001: Victory Sports Club 2-1 Club Valencia
- 2002: Victory Sports Club 4-2 Club Valencia
- 2003: Victory Sports Club 2-1 Club Valencia
- 2004: New Radiant SC 1-1 Club Valencia (aet, 6-5 pens)

### Copa Presidente
- 2005: Victory Sports Club 1-0 New Radiant SC
- 2006: Victory Sports Club 0-0 Club Valencia (aet, 3-1 pens)
- 2007: New Radiant SC 3-1 Victory Sports Club
- 2008: Club Valencia 3-2 Victory Sports Club
- 2009: Victory Sports Club 2-1 VB Sports[4]
- 2010: VB Sports 5-2 Victory Sports Club[5]
- 2011: Victory Sports Club 2-1 (aet) New Radiant SC[6]
- 2012: New Radiant SC 0-0 Victory Sports Club (aet, 2-1 pens)
- 2013: New Radiant SC 4-2 (aet) Maziya S&RC[7]
- 2014: New Radiant SC 1-0 (aet) Club Eagles
- 2015: Maziya S&RC 3-1 New Radiant SC[8]
- 2016: Club Eagles 1-0 (aet) TC Sports Club[9]
- 2017: New Radiant SC 3-0 TC Sports Club